# Polskie Towarzystwo Matematyczne
La Società Matematica Polacca (in polacco: Polskie Towarzystwo Matematyczne; in inglese: Polish Mathematical Society, PTM) è la società di apprendimento che riunisce i matematici polacchi.
La sede è a Varsavia.

## Storia
L'associazione fu operativa a Cracovia fin dal 1917 con il nome di società Matematica. L'associazione fu costituita il 2 aprile 1919 da Hugo Steinhaus, Stefan Banach, Stanisław Zaremba, Franciszek Leja e Otto Nikodym, che nominarono Zaremba come primo presidente.
Nel 1920 assunse il nome attuale di Società Matematica Polacca.

## Premio "Stefan Banach"
Nel 1946 fu istituito un premio annuale in memoria di Stefan Banach, che è riservato ai matematici polacchi ed è stato assegnato a intervalli di tempo non regolari, saltando alcuni annualità.

Esso non deve essere confuso con la Medaglia "Stefan Banach", conferita annualmente dall'Accademia polacca delle scienze a partire dal 1992, in occasione del centenario della nascita del noto matematico. Diversamente dal premio, la medaglia può essere attribuita anche a matematici non polacchi.

## Attività
La società Matematica Polacca fornisce assistenza e supporto per l'organizzazione di seminari e conferenze nell'ambito delle scienze matematiche.
Inoltre, cura la pubblicazione degli Annales Societatis Mathematicae Polonae ("annali della Società Matematica della Polonia"), che sono conosciuti anche con il nome polacco di Roczniki Polskiego Towarzystwa Matematycznego e con quello inglese di Polish Mathematical Society Annals. Gli annali sono composti dalle seguenti serie:
- Serie 1: Commentationes Mathematicae;
- Serie 2: Wiadomości Matematyczne ("Novità matematiche"), in lingua polacca;
- Serie 3: Matematyka Stosowana ("Matematica applicata"), in lingua polacca;
- Serie 4: Fundamenta Informaticae: rivista di informatica fondata nel 1977 e sottoposta a revisione paritaria, che viene pubblicata ogni 5 anni in lingua inglese dalla IOS Press di Amsterdam, sotto gli auspici dell'European Association for Theoretical Computer Science[6][7];
- Serie 5: Didactica Mathematicae, in lingua polacca;
- Serie 6: Antiquitates Mathematicae, in lingua polacca;
- Serie 7: Delta, in lingua polacca.